# Craig Kelly (acteur)
Pour les articles homonymes, voir Craig Kelly.
Craig Kelly, né le 31 octobre 1970 à Lytham St Annes, dans le Lancashire, en Angleterre, au (Royaume-Uni), est un acteur britannique de séries télévisées.
Il est principalement connu pour avoir tenu le rôle de Vince Tyler dans la série télévisée Queer as Folk, produite par Channel 4.

## Filmographie

### Cinéma
- 1997
  - Titanic, de James Cameron : Harold Bride, l'assistant télégraphe

### Télévision
- 1999
  - Queer as Folk : Vince Tyler
- 2003
  - Hélène de Troie : Pollux